# Юрист (роман)
«Юрист» — юридический триллер американского автора Джона Гришэма, 21-й по счёту. 27 января 2009 роман был опубликован в США издательством Doubleday. Роман занял второе место в списке бестселлеров по версии Publishers Weekly за 2009 год.
Сюжет романа основан на деле шоумена из Лас-Вегаса, который, участвуя в программе «анонимных алкоголиков», написал письмо с извинениями женщине, которую он изнасиловал на вечеринке студенческого братства в Вирджинии в 1984. Заявление жертвы было [в своё время] проигнорировано полицией, но 19-ю годами спустя признание преступником своей вины привело к его обвинению в совершении изнасилования и последующему шестимесячному тюремному заключению после прихода сторон к соглашению по поводу иска.

## Описание сюжета
Молодой выпускник-юрист Йельского университета Кайл Макэвой становится жертвой шайки профессиональных шантажистов, которые показывают ему фильм, где двое его товарищей Бастер Тейт и Джой Бернардо по очереди занимаются сексом со спящей студенткой Илейн Кенан в квартире Кайла. Некий Бенни Райт угрожает ему, что передаст видео Илейн, жаждущей привлечь своих обидчиков к суду за изнасилование. Шантажист предлагает Кайлу поступить на работу в престижную фирму «Скалли энд Першинг», чтобы впоследствии передать Райту важную информацию. Кайл соглашается, понимая, что шанс проиграть дело в суде присяжных весьма высок, кроме того, огласка уничтожит все надежды на успешную карьеру.
Клиент фирмы компания «Трайлон Аэронотикс» вступает в тяжбу с компанией «Бартон дайнемикс». Обе компании совместно выиграли правительственный тендер на разработку и производство новейшего бомбардировщика Б-10, однако так и не договорились относительно совместного производства и принялись делить техническую документацию проекта. Группа юристов фирмы «Скалли энд Першинг» проводит инвентаризацию, запись содержимого и оценку документов, находящихся в строго охраняемом помещении, чтобы определить, какие из них являются малозначимыми, которые можно отдать противной стороне. Райт требует от Кайла, чтобы тот попал в эту группу и переписал важные документы из виртуальной библиотеки.
Кайл начинает собственную игру, его товарищ Джой Бернардо «случайно» встречается с Илейн и её адвокатом, убеждаясь в том, что они настроены весьма решительно. Он тайком фотографирует Райта и его напарника. Люди Райта убивают Бакстера Тейта, который избавился от алкоголизма и, обретя веру в Бога, решает попросить прощения у Илейн. Злоумышленники понимают, что её адвокат запишет эту беседу и начнёт процесс. Испуганный Бернардо разрывает сотрудничество с Кайлом.
После раскола в фирме и ухода части сотрудников Кайл получает назначение в группу оценки документов «Бартона». Райт снабжает его оборудованием для скачивания информации. Кайл встречается с адвокатом Роем Бенедиктом, тот подключает к делу ФБР. Отец Кайла встречается с адвокатом Илейн и договаривается по поводу выплаты компенсации в обмен на забвение дела об изнасиловании.
Кайл скачивает малозначимую информацию и является на встречу с Бенни Райтом. Агенты ФБР вламываются в комнату, но никого там не обнаруживают. Герои понимают, что при планировании операции произошла утечка, и Райт успел уйти. Кайл уходит из фирмы «Скалли энд Першинг» и переходит работать в фирму отца в небольшом провинциальном городе.

## Критическое восприятие
Джанет Масли из New York Times утверждала: «Мистер Гришэм так часто пишет похожие книги, что о них нужно кое-что сказать. Роман „Юрист“ правдив по форме, он быстро захватывает читателя, который не может от него оторваться, остаётся на пути в ходе почти всей его истории и затем настолько безумно неестественно обостряет сюжет, что развязка этим отвергается. Кайл Макэвой один из двумерных, тем не менее, достаточно потрясающе привлекательных героев, которые приходят со страниц мистера Гришэма только для того, чтобы потом исчезнуть. Легко предугадать выбор, который сделает Кайл к концу романа. Невозможно вообразить, что его невероятно успешная карьера в юридической фирме закончилась.»
Ричард Рейнер из Los Angeles Times заявил: "Никто не сравнится в стиле с Гришэмом, и возникает чувство, что этот искусный мастер создаёт произведение на автопилоте. Ничего нового не случается, а когда оно всё-таки случается, то довольно легко предугадывается. Гришэмовский Кайл похож на силуэт, вырезанный из тонкого картона (Скотт Туроу гораздо искуснее описывает персонажи), но Гришем предоставляет в наше распоряжение хорошую линзу, сквозь которую мы разглядываем лабиринты корпоративной юридической деятельности, легко коррумпируемый мир, управляемый не правдой и кривдой, но идеей оплачиваемого часа… "Юрист" время от времени захватывает, но в целом, по своему количеству это переворачивалка страниц. Но она всё ещё является переворачивалкой страниц. Многие из легионов поклонников Гришэма несомненно согласятся участвовать в этой последней поездке, страстно желая увидеть, как Кайл Макэвой выберется из этой ямы. Когда идеалы восстановлены, Гришэм делает из Кайла притягательную модель для нашего проблемного нового времени."
Патрик Андерсон из Washington Post заключает: «Гришэм долго доказывал свой талант рассказчика. Его сюжет слишком нереален, и мы, благодаря ему, легко листаем страницы, чтобы увидеть, сможет ли Кайл найти выход из этой ловушки. Он пишет прозу, в основном, чисто и искусно, но у меня есть одна жалоба на его стиль. Для Гришэма важно не только, чтобы Кайл был благородным, но и чтобы его мучитель был крысой. Таким образом, когда Бенни высказывает свои нечестивые требования, мы читаем, что он говорит „с насмешкой“, с „порочной хитростью“, с „глупой ухмылкой“. Довольно уже, мы это получили».
Чарльз Тейлор из Newsday заявляет: «Вам не нужно быть садистом или сквернословом, чтобы написать хороший триллер, но вам точно нужно то, в чём нуждается Гришэм: вкус к хитрости, подлости и мужеству. Он показывает большое столкновение, только чтобы в итоге уйти от него и таким образом обойти давление. Плохое отношение Гришэма, отношение деревенской мыши к большому плохому городу, где квартиры сдаются за тысячи долларов, и вы не найдёте хороший 4-долларовый обед на блюдечке с голубой каёмочкой — это наркотик. Кто хочет получить хороший триллер и закончить вместе с Фрэнком Капра?»
Лев Гроссман из Time сказал, что роман "читается легко и приятно, — он создан и ведётся с тем же блестящим совершенством, что сделало книги Гришэма от одной к другой, возможно, самыми продаваемыми бестселлерами в мире. Гришэм не пишет книги о чём-то одном. В сущности поразительно, что кто-то смог написать книгу, которая так заядло читается и в то же время полностью лишена по содержанию каких-либо оценок… «Юрист» так близок к тому, чем книга не может быть — это шедевр почти духовного рассказывательного минимализма, книга персонажей без литературных образов, книга с вехами сюжета, но без сюжета. Есть что-то утешительное в бессмысленном давлении на мозг читателя, производимом романом — пустой напряжённости вида, когда ничего подлинного не ставится на карту. Слишком утешительным для уютной неэксцентричности маленького мира Гришэма. Предполагается, что это жуткое место, теоретически заполненное угрожающими преступниками и невозможностью выбора. В действительности это остаток американского прошлого, сентиментального и архаичного как рисунки Нормана Роквелла… "Юрист" — это высококалорийная приятная пища, триллер, который в действительности не вызывает трепета".
Джошуа Розенберг из The Observer заявил: «Достаточно сказать, что „Юрист“ имеет много схожего с „Фирмой“, даже спускаясь до двух пыльных оболочек, которые обе показывают тёмных молодых людей на их пути. Плагиат? Нет, поскольку обе книги написаны Джоном Гришэмом. Те, кто хоть на мгновение поверили, что я предлагал неуместность, признают это как вид ложного следа, используемого Гришэмом для хорошего эффекта… Хотя наш герой полагает, что он чист, он идёт на поводу требований злодеев. Читатель кричит на него, чтобы назвать их обманщиками, но это разрушит рассказ. Поэтому мы на время умалчиваем о своём недоверии. Затем, когда мы привыкаем к его идее сюжета, он изменяет свой замысел и после всего пишет о поимке злодеев. Вот так. Концовка удивительно скучна.»